# Jawaharlal Nehru National Urban Renewal Mission
Jawaharlal Nehru National Urban Renewal Mission (JNNURM) est un programme de développement urbain en Inde lancé en décembre 2005, initialement prévu pour une durée de 7 ans, mais qui s'est terminé en 2014.